# 东山遗址
东山遗址，位于中国青海省海晏县银滩乡海峰村，为青海省市县级文物保护单位，公布日期为1988年5月19日，类型为古遗址。
东山遗址的历史年代为宋。